# Castellotti
Scuderia Castellotti o Scuderia Eugenio Castellotti va ser un equip italià de cotxes de competició que va arribar a disputar curses a la Fórmula 1.
Castellotti va ser creada la temporada 1960 i va debutar amb el pilot Giorgio Scarlatti al GP de Mònaco però no van arribar a qualificar-se per disputar la cursa.
Gino Munaron hi va córrer als GP de GP de França (retirat), GP de Gran Bretanya (quinzè lloc) i GP d'Itàlia (retirat).
Pete Lovely va córrer al GP dels Estats Units finalitzant la cursa en onzena posició.
Giulio Cabianca va córrer el GP d'Itàlia on va finalitzar en quarta posició aconseguint la millor classificació d'un monoplaça Castellotti i sumant els únics punts de l'escuderia.

## Resultats a la F1
| Any  | Pilot                                                      | 1   | 2       | 3   | 4   | 5   | 6       | 7      | 8   | 9         | 10     | Posició | Punts |
| ---- | ---------------------------------------------------------- | --- | ------- | --- | --- | --- | ------- | ------ | --- | --------- | ------ | ------- | ----- |
| 1960 | Giorgio Scarlatti Gino Munaron Pete Lovely Giulio Cabianca | ARG | MON NVQ | 500 | HOL | BEL | FRA Ret | GBR 15 | POR | ITA Ret 4 | USA 11 | -       | 3     |

## Palmarès a la F1
- Curses: 6
- Victòries: 0
- Podiums: 0
- Punts: 3